# Deliceto
Deliceto es una localidad y comune italiana de la provincia de Foggia, región de Apulia, con 4.001 habitantes.

## Evolución demográfica
| Gráfica de evolución demográfica de Deliceto entre 1861 y 2001 |
|                                                                |
| Fuente ISTAT - elaboración gráfica de Wikipedia                |